# Atis-Amor

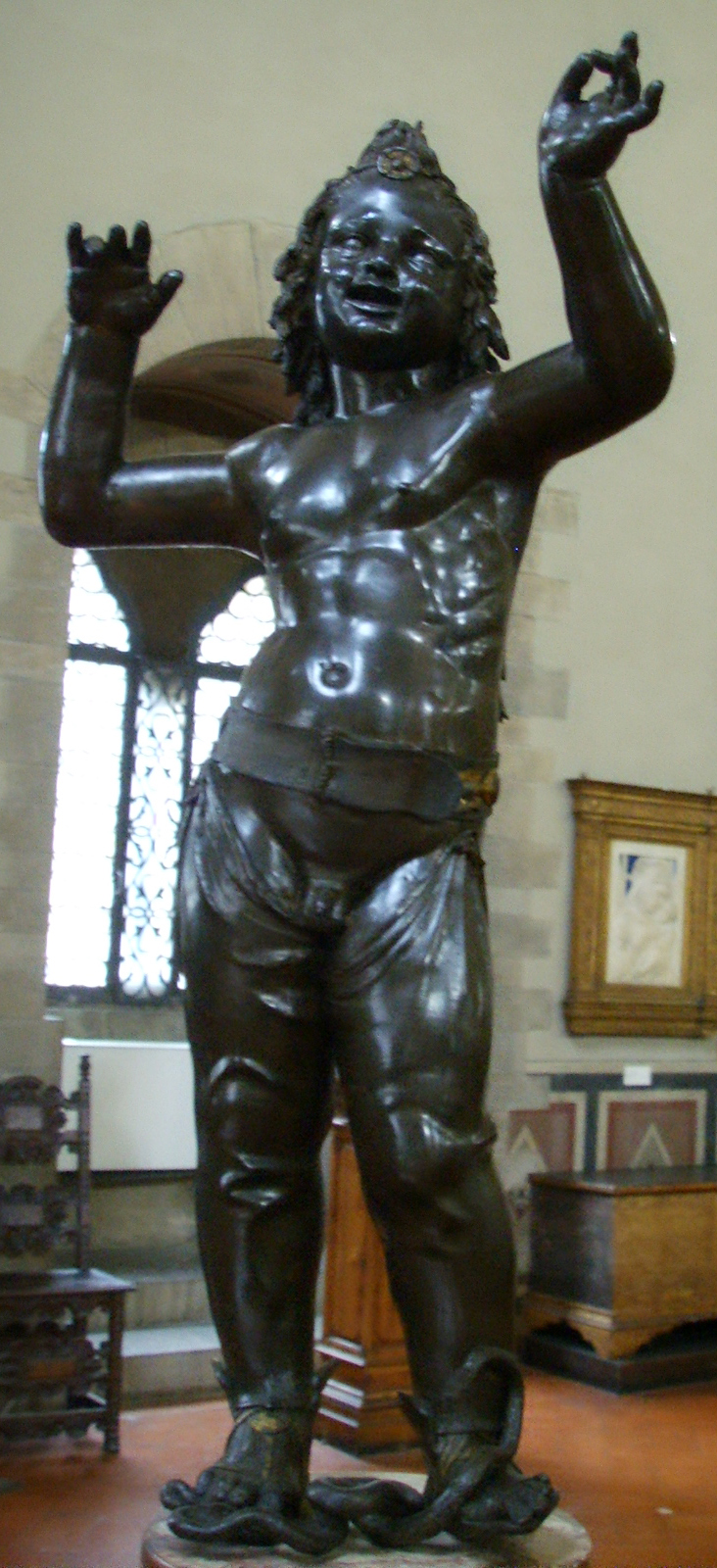
Atis-Amor en el museo del Bargello.

Atis-Amor es una escultura de bronce de Donatello, que data de alrededor de 1440-1443. La obra, presenta algunas trazas de la pátina original en dorado, mide 104 cm de altura y está conservada en el Museo del Bargello (en Florencia).

## Historia
No se conocen documentos sobre su colocación originaria ni de su encargo, pero Vasari lo cita probablemente como Mercurio y de «altura de un brazo y medio, de bulto completo y vestido de extraña manera, en casa de Agnolo Doni», con atribución a Donatello.
Las flores de las amapolas en el cinturón simbolizan el sueño, pero también son la figura heráldica de la familia Bartolini Salimbeni, aunque la posibilidad del encargo por parte de esta familia está por demostrar. Seguramente no fue solicitada su ejecución por la familia Doni, porque la fortuna familiar se remonta al siglo XVI y durante el Quattrocento no se podían permitir una obra en bronce de coste tan elevado. Las peculiaridades de la iconografía, no se entienden de manera clara, sugieren un encargo privado muy específico, tal vez vinculado con el círculo de humanistas cultos florentinos.
En el siglo XVII todavía se creía que era un original antiguo (Cinelli, 1677), por los atributos paganos y la desenfrenada actitud de alegría. En ese mismo siglo, se incluyó en el inventario del palazzo Doni en la calle dei Tintori, y su colocación en una sala encima de la chimenea, curiosamente identificado como Lucifer (Caglioti en Ritorno Amore). El culto Giovanni Battista Doni, que la poseía en el siglo XVII, buscó en la iconografía y asesoramiento de las iglesias y en antiguos escritores romanos como Luca Holstenio y Giovan Pietro Bellori, quien le dio por primera vez el nombre de Atis.
En el siglo XVIII, Pietro Bono Doni, decidió vender la estatua por 600 escudos a la Gallerie florentina, con Giuseppe Pelli Bencivenni que supervisó las negociaciones. El 25 de junio de 1778 el trabajo la obra se expuso por primera vez en los Uffizi.
Conocida en la época simplemente con el nombre de Ídolo antiguo, pronto abrió el problema de la asignación, la datación y el descifrar su atributos. Pelli Bencivenni hizo hacer un dibujo a Francesco Marchissi para entregarlo a los principales estudiosos de la época. Lanzi, que se encontraba en Roma, lo hizo estudiar, entre otros a Ennio Quirino Visconti y a Maffei, identificándolo en un primer momento con una obra antigua, tal vez un pequeño Baco, para corregir, a continuación, y asumir la atribución dada por Vasari. La crítica siguiente está casi unánimemente de acuerdo con esta atribución, datándola en el período del viaje romano de Donatello en el año 1433 o a su viaje de Padua de 1443, cuando el artista trabaja con un profundo conocimiento de la escultura antigua, como el famoso David.
Francesco Caglioti lo data entre 1436-1438, comparando el trabajo principalmente con los dos Putti porta candelabros del Museo Jacquemart-André.
Una restauración se inició en 2001 y finalizó en 2005. Gracias a ella se ha descubierto el recubrimiento original, con policromía de diferentes colores en las alas del cuerpo y amplios restos de dorado original.

## Descripción

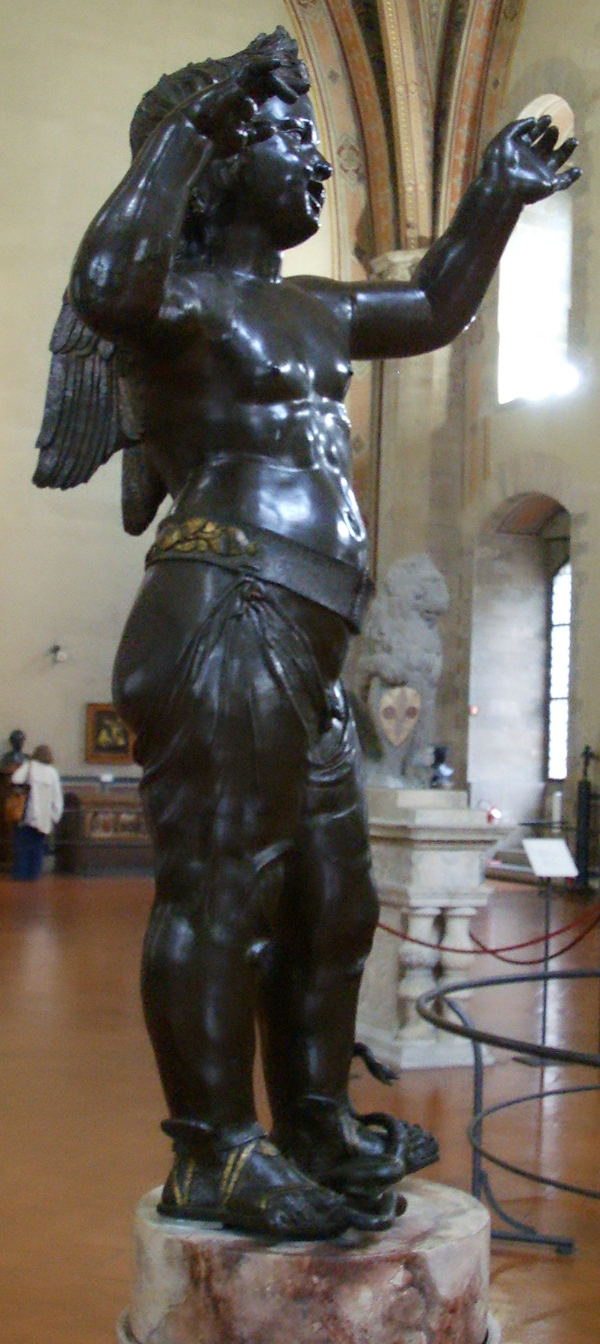
Vista de perfil de Atis-Amor de Donatello.

El título de la obra es convencional, y refleja la más común entre las múltiples interpretaciones dadas al diseño. Retrata a un niño que parece iniciar un baile con sus brazos en el aire y con un balanceo de los hombros. La actitud es alegre y vital, con reflexiones de la cultura pagana. El proyecto es delicado y evidencia todos los detalles en dorado en el pelo, alas, cinturón, y zapatos.
Tiene numerosos atributos, las alas como un Eros, mientras que al dejar las nalgas y el sexo al descubierto hace recordar un Atis. Las amapolas sobre el cinturón del pequeño dios frigio Atis de la vegetación, son el símbolo de su amante Cibeles la Gran Madre, la serpiente que se retuerce en sus pies es un símbolo ctónico de la vida que enterrada vuelve a renacer, el peinado y los pantalones sostenidos a la manera frigia, recuerdan el origen anatolio del culto a Cibeles y Atis. La exposición de los genitales, es símbolo seguramente, de la eviración ritual a la que eran sometidos los sacerdotes de la diosa Cibeles.
Otros factores son su juventud, las alas en los talones, la trenza de los cabellos, la serpiente enroscada en los pies, la cinta adornada con una flor en la cabeza, y la expresión feliz y serena. Entre las propuestas que se han ido sucediendo:
Príapo,
Mercurio (Muntz),
Perseo,
Cupido,
Harpajered,
Atis (Meier),
un fauno (Venturi),
Amor-Heracles,
Mitra,
Eros-Patheos,
un geniecillo de protección o
un espíritu medio ángel y medio diablo (Paolozzi Strozzi).
Se ha propuesto «el amor conyugal triunfante sobre la tierra y el agua», vinculándolo con una base mármorea en el Victoria and Albert Museum y sugiriendo su realización para la colocación en una fuente con ocasión de la boda de Bernardo Rucellai y Nannina de Médici en 1466.
Cada indicación para una atribución es el resultado de aceptar algunos atributos y descartar otros. Tal vez el punto clave fue el objeto que el niño sujetaba en su mano y que se perdió en 1677.